# Bacnotan
Bacnotan là một đô thị hạng 2 ở tỉnh La Union, Philippines. Theo điều tra dân số năm 2015, đô thị này có dân số 42.078 người trong.

## Các đơn vị hành chính
Bacnotan được chia ra 47 barangay.
| - Agtipal - Arosip - Bacqui - Bacsil - Bagutot - Ballogo - Baroro - Bitalag - Bulala - Burayoc - Bussaoit - Cabaroan - Cabarsican - Cabugao - Calautit - Carcarmay | - Casiaman - Galongen - Guinabang - Legleg - Lisqueb - Mabanengbeng 1st - Mabanengbeng 2nd - Maragayap - Nangalisan - Nagatiran - Nagsaraboan - Nagsimbaanan - Narra - Ortega - Paagan - Pandan | - Pang-pang - Poblacion - Quirino - Raois - Salincob - San Martin - Santa Cruz - Santa Rita - Sapilang - Sayoan - Sipulo - Tammocalao - Ubbog - Oya-oy - Zaragosa |